# National Challenge Cup de 1986
A National Challenge Cup de 1986 foi a 73ª temporada da competição futebolística mais antiga dos Estados Unidos. Greek-American Athletic Club entra na competição defendendo o título.
O campeão da competição foi o St. Louis Kutis SC, conquistando seu segundo título, e o vice campeão foi o San Pedro Yugoslavs.

## Participantes
| Entram na Primeira Fase                    |
| - San Pedro Yugoslavs - St. Louis Kutis SC |

## Premiação
| National Challenge Cup de 1986 |
| ------------------------------ |
| KUTIS Campeão (2º título)      |